# Techno Cumbia
Techno Cumbia è una canzone della cantante messicano-statunitense Selena, primo singolo dall'album Amor Prohibido del 1994 e Dreaming of You (1995).